# طوم بارتون
طوم بارتون (بالإنجليزية: Tom Barton)‏ هو سياسي أسترالي، ولد في 11 أغسطس 1949 في أستراليا. حزبياً، نشط في حزب العمال الأسترالي. وقد انتخب عضو المجلس التشريعي ولاية كوينزلاند.